# Mikoyan MiG-41
El Mikoyan PAK DP (en ruso: ПАК ДП (PAK DP), abreviatura de: Перспективный авиационный комплекс дальнего перехвата, romanizado: Perspektivny aviatsionny kompleks dal'nego perekhvata,, literalmente Complejo aéreo prospectivo para intercepción de largo alcance) es un programa ruso para desarrollar un avión interceptor furtivo/caza pesado en desarrollo por Mikoyan para reemplazar el Mikoyan MiG-31 en la Fuerza Aérea Rusa a mediados de la década de 2030. A menudo se lo conoce como Mikoyan MiG-41, porque su código de proyecto es izdeliye 41 (producto 41), pero no se ha dado una designación oficial, ya que los aviones rusos solo reciben una designación oficial cuando están a punto de entrar en servicio. Según el analista de defensa ruso Vasily Kashin, el MiG-41 se consideraría un proyecto de 5++ o 6.ª generación.

## Desarrollo
Al principio se argumentó que el trabajo en el interceptor supersónico PAK DP MiG-41 estaba haciendo uso de los proyectos MiG-701 (Izdeliye 7.01), Mikoyan MiG-301 y Mikoyan MiG-321 iniciados en la década de 1990.
A julio de 2016, no había datos oficiales disponibles sobre las capacidades de la aeronave. Se especuló que podría entrar en servicio a mediados de la década de 2020 o 2030. Como interceptor, se rumoreaba que su misión principal compensaría los futuros aviones de reconocimiento que actualmente están desarrollando Estados Unidos (NGAD), China, el Reino Unido (GCAP) y la Unión Europea (FCAS). Para alcanzar altas velocidades, la aeronave necesitaría estar equipada con motores estatorreactores o turborreactores.
El diseño del PAK DP se finalizó a fines de 2019, al mismo tiempo que se completó el trabajo de investigación. En 2020, dentro de ese marco de investigación, el Ministerio de Defensa ruso seleccionó el proyecto más prometedor. Ahora se continúa trabajando en esta área en I+D y con modelos de túnel de viento. Ilya Tarasenko, director general de la corporación MiG, así como jefe de la compañía Sukhoi, dijo en una entrevista en julio de 2020 que el PAK DP se creará sobre la base del diseño del MiG-31.
Según Izvestia, se prevé que el PAK DP se convierta en un interceptor de misiles hipersónicos al llevar un sistema multifuncional de misiles interceptores de largo alcance (MPKR DP) que dispensará varios submisiles para aumentar la posibilidad de interceptar armas hipersónicas. El PAK DP también está destinado a transportar misiles antisatélite.
En enero de 2021, Rostec Corporation, propietaria de Mikoyan, anunció que el PAK DP había entrado en la fase de desarrollo.

## Diseño
En una entrevista para RT, el director general de RSK MiG, Ilya Tarasenko, especuló que sería una nueva construcción capaz de número Mach 4–4.3, equipada con un láser antimisiles, y dijo que sería capaz de operar a muy alta altitudes e incluso en el espacio cercano. También afirmó que podría transformarse en una versión no tripulada más adelante. Si es comprado por la Fuerza Aérea Rusa, dijo que el primer PAK DP de producción se completaría en 2025.
La aeronave puede navegar a velocidades de al menos Mach 3 (3.700 km/h; 2.300 mph) y volar a gran altura (a niveles entre la estratopausa y la tropopausa, es decir, por debajo de los 45.000 metros y por encima de los 12.000 metros) para cubrir la mayor parte del extenso territorio de Rusia en el menor tiempo posible. Podría usar una variante de los motores Izdeliye 30 actualmente en desarrollo para el Su-57. Se dijo que el PAK DP utilizará tecnología sigilosa.
También se está considerando una versión no tripulada.